# Vilaplana
|  | Aquest article tracta del municipi del Baix Camp, pel poble de la Noguera vegeu Vilaplana (la Baronia de Rialb). |

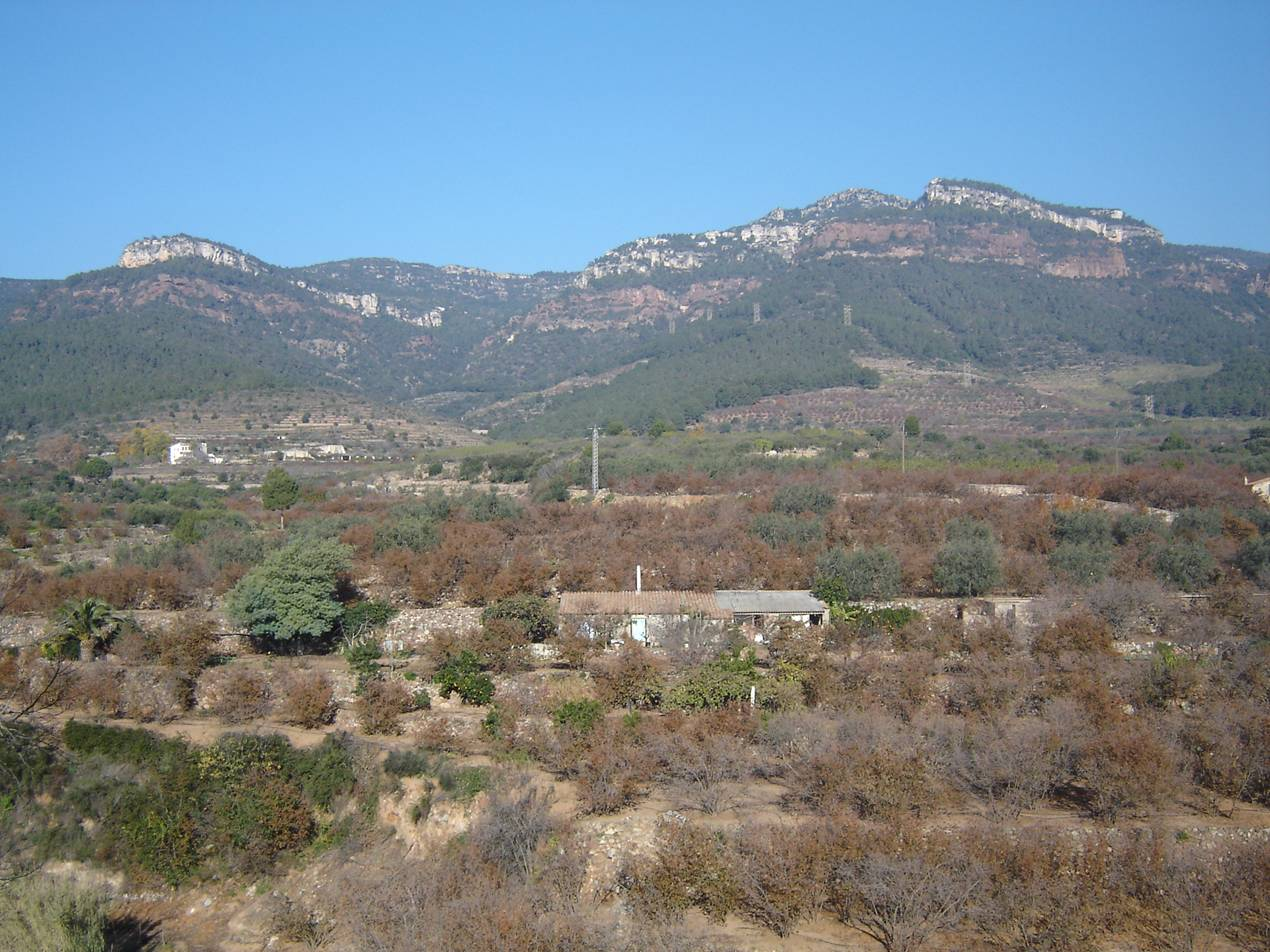
Vista de la Mussara des de Vilaplana

Vilaplana (abans Vilaplana del Camp) és un municipi de la comarca del Baix Camp. El poble es troba a la falda de la Serra de la Mussara (que forma part de la Serralada de Prades) a 366 m sobre el nivell del mar. El punt més alt del terme municipal es troba a La Mussara a 1071 metres sobre el nivell del mar. El Tossal Rodó, una de les muntanyes del municipi, mesura 965 metres. Històricament tenia un terme de només 6,76 km², i actualment en té 23,47, després d'haver incorporat el 1959 el terme de La Mussara. El terreny és molt trencat, però l'antic terme, més pla, està gairebé tot conreat. El terme limita amb l'Aleixar pel sud, l'Albiol per l'est, Mont-ral, aquest de la comarca de l'Alt Camp, pel nord-est, Capafonts pel nord, La Febró pel nord-oest, Arbolí, per l'oest i Alforja pel sud-oest.

## Geografia
- Llista de topònims de Vilaplana (Orografia: muntanyes, serres, collades, indrets..; hidrografia: rius, fonts...; edificis: cases, masies, esglésies, etc).

## Història

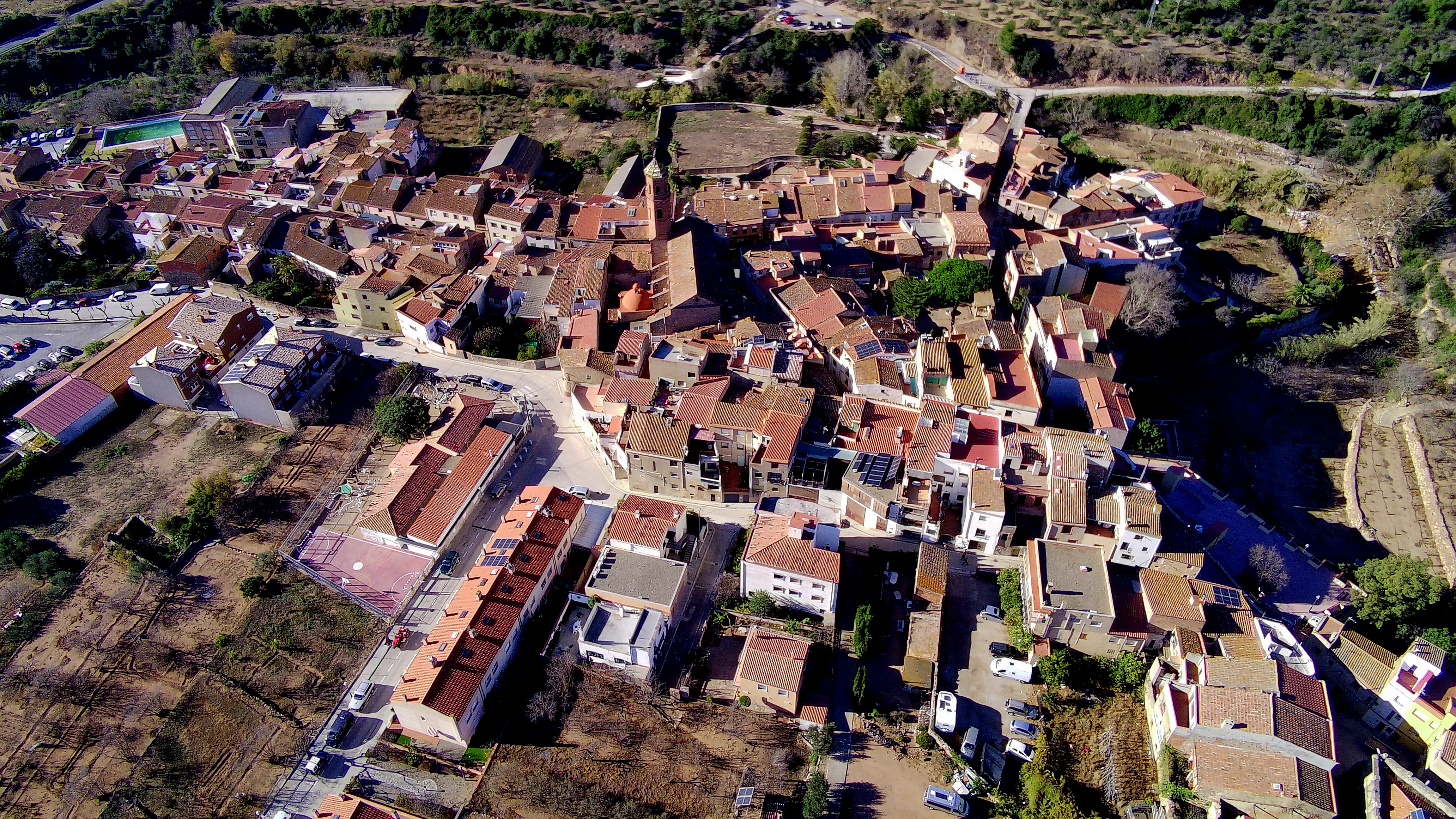
Vista de Vilaplana des de l'aire

El nom de Vilaplana, que ve de l'època de la repoblació franca, podria haver estat donat pel contrast de la seva situació amb la de La Mussara, que sembla de poblament més antic i és un lloc situat dalt dels cingles. La gent de La Mussara hauria edificat uns corrals per al bestiar a la plana i després alguns hi haurien anat a habitar. La primitiva població hauria rebut el nom de Masos de la Plana i després el de Vilaplana. En el seu inici Vilaplana depenia administrativament de l'Aleixar. La primera menció documental es troba en un pergamí de l'Aleixar de 1297 on apareix citat "villam planam". Vilaplana hauria format part del Comtat de Prades des de la seva fundació el 1324. El 1346 es troba documentat un "manso vocato Vilaolana" que sembla indicar una població molt reduïda. Al segle xviii Vilaplana pertanyia als Ducs de Cardona, hereus dels comtes de Prades, tot i que hi tenia alguns drets el bisbe de Barcelona. La seva adhesió a Carles d'Àustria va ser total, ja que el febrer de 1714 la vila va ser atacada i cremada pel dirigent filipista Marqués de Lede per haver donat aixopluc als carrasclets que voltaven per la comarca. El 1755 encara tenia muralles.
El 1812 van reunir-se a Vilaplana tots els homes del corregiment que s'havien d'integrar al sometent. Al començament de la Tercera guerra carlina, el 1872, s'hi aixecà el "Martinet de Vilaplana", Martí Cavallé. El 15 de maig de 1873 va ser ocupada per uns 200 carlins, a les ordres del "Capellà de Flix", Cercós i "Cucala", que van cremar diverses cases i, expulsats pels liberals provinents d'Alforja, fan fugir amb quatre presoners que van ser afusellats l'endemà a l'Albiol.

## Llocs d'interès
- La Mussara. És un nucli de població deshabitat des del 1959 i actualment en estat ruïnós. A prop del nucli s'han trobat pintures rupestres, a l'abric de la serra de la Mussara, i també restes d'un poblat ibèric. El poble i la muntanya són actualment concorreguts per excursionistes i escaladors. També hi ha un refugi de muntanya.

- Església de Santa Maria (Mare de Déu de la Llet).
- Cal Peraire
- Cal Batjau
- Conjunt d'arcades adovellades. Portals d'antigues cases del poble
- Forn de rajola del Xacó

- Troballes prehistòriques. Al terme municipal s'han trobat diverses restes prehistòriques, pintures rupestres i un poblat ibèric a prop del poble de la Mussara.

- El dipòsit de l'aigua.

- El Pont Vell, a l'antiga carretera de Vilaplana a Reus

- Masos. Al terme municipal de Vilaplana s'hi troba una nombrosa llista de masos. Cal destacar-ne el Mas del Morenet, el Mas de Mallafré i el Mas del Mariner, un dels originaris i malauradament en estat semi-ruïnós.

### Llocs i camins d'interès natural[3]

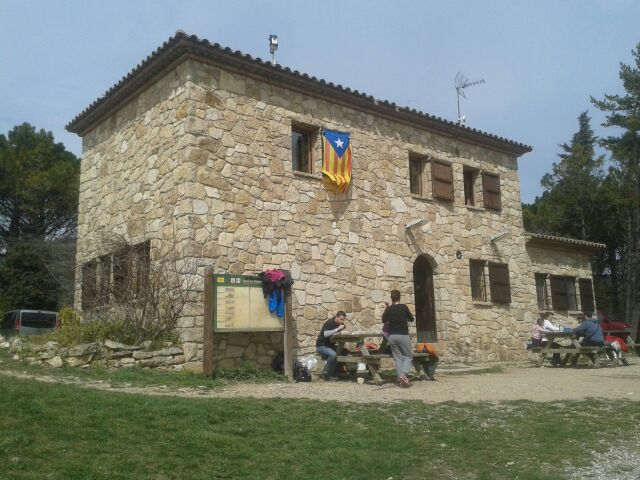
Refugi de la Mussara

- La Font de les Creus. La font en troba just sortint de Vilaplana pel camí de les Tosques abans de travessar la riera. A prop de la font no s'hi troba cap creu avui en dia, però si una curiosa roca i si no hi ha molta sequera un toll d'aigua (vegeu imatge).

- Les Tosques. Les Tosques és el nom que rep una petita esplanada que s'obre a mig camí entre Vilaplana i la Mussara. Rep aquest nom, ja que es troba al cingle roig, constituït per pedra tosca. Dita esplanada dona nom al camí de Vilaplana a la Mussara passant pel mencionat paratge.

- Camí de les Torres.

- Camí de les Campanilles, que puja per la cinglera del mateix nom. Hi trobem l'Abric de la serra de la Mussara, un abric rocós amb interessants mostres de pintura rupestre.

- Camí de l'Aleixar.

- Els tres pins, al terme de la Selva.

- La font del Llop, al terme de l'Aleixar.

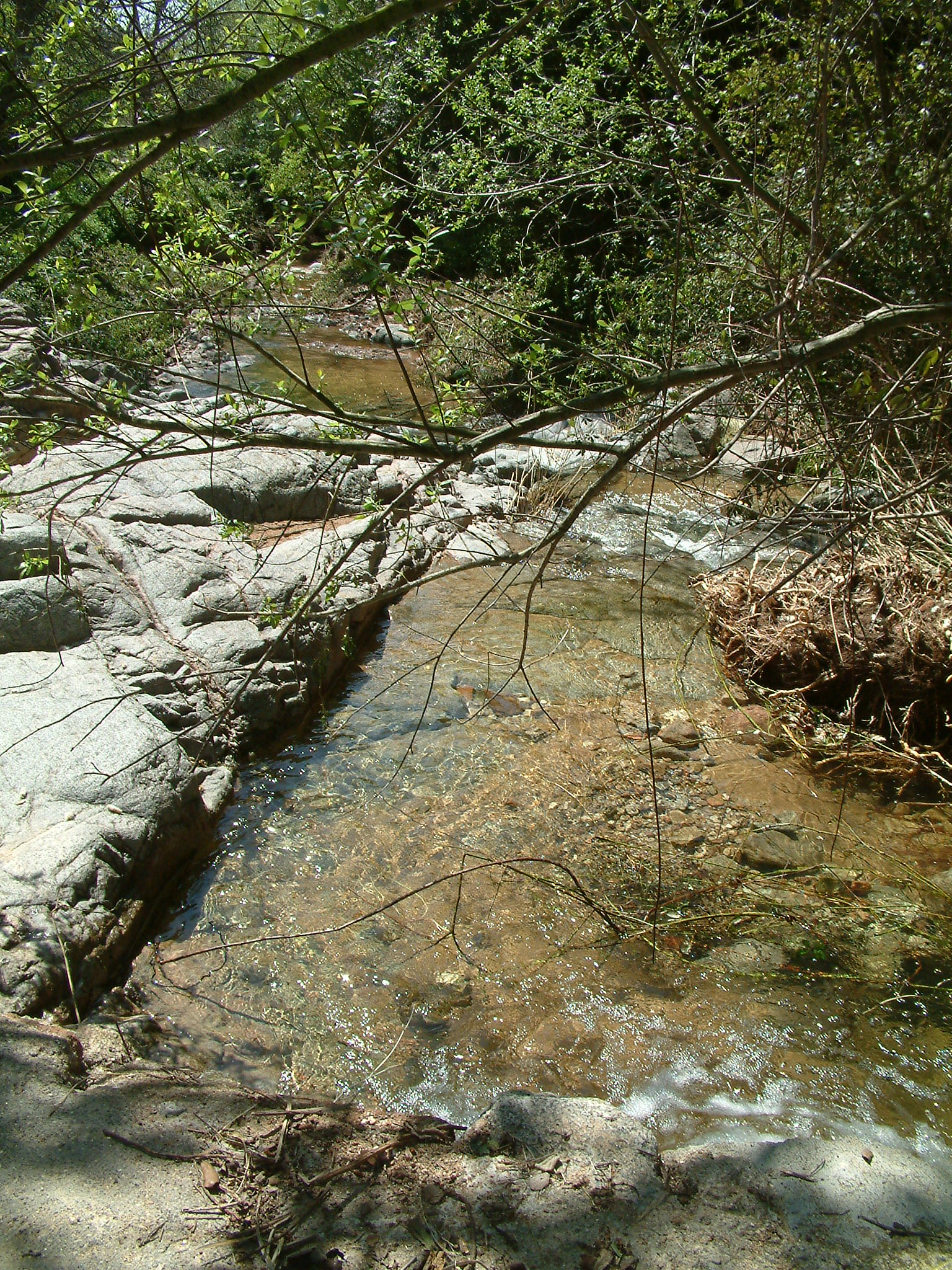
La font de les creus es troba al començament del camí que ens condueix a les Tosques

## Festes
- Sant Sebastià, el 20 de gener.

- Sant Isidre, el 15 de maig.

- Nativitat de la Mare de Déu, el 8 de setembre, traspassada al 12 d'octubre.

## Tradicions
- Passar el rastre.
- Setmana Santa.

## Economia
Rendiments del treball fora de la localitat, així com agricultura i turisme. Els conreus més estesos a la zona són l'avellaner, l'oliver i l'ametller. En la zona no conreada abunden els boscos de pins i alzines.

## Equipaments
- CEIP Cingle Roig.
- El Casal Vilaplanenc, amb piscina i poliesportiu.

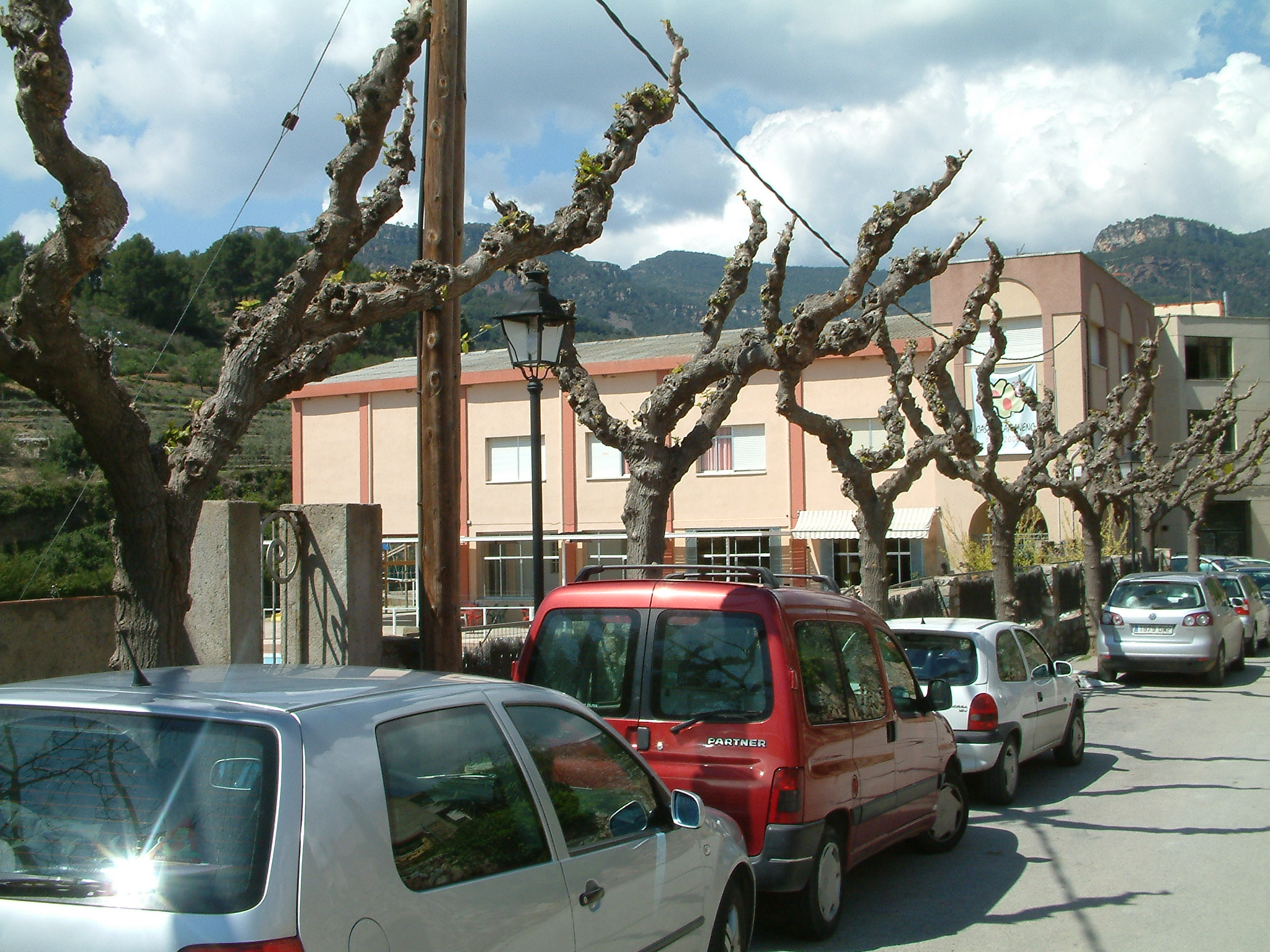
Vista del Casal i l'espai de les piscines

- Camp de futbol, àrea de lleure bosc de l'olla.

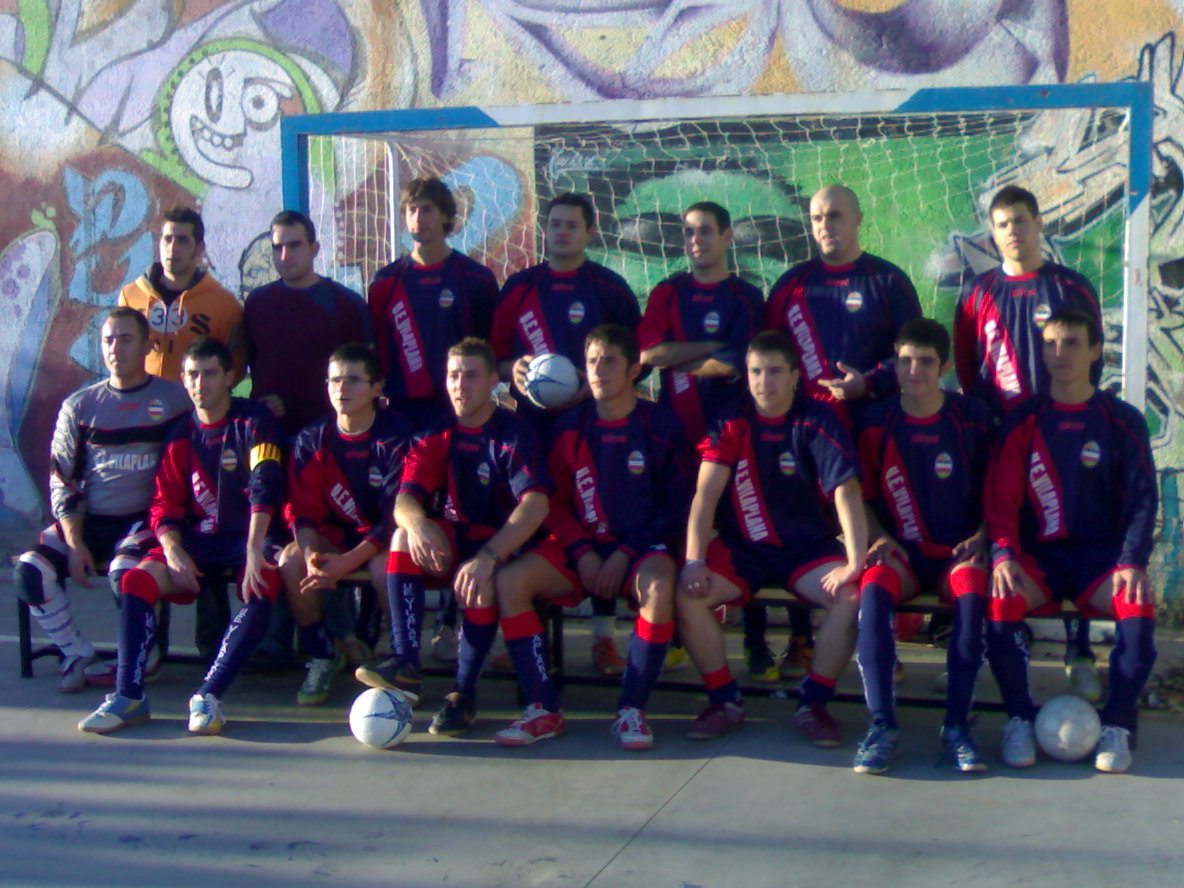
equip de futbol sala temporada 2007-08

- Refugi de La Mussara.

## Activitats esportives
A Vilaplana la majoria de gent juga o és aficionada al futbol. Actualment Vilaplana té un equip de futbol sala federat (Federació catalana de futbol sala). Aquest equip ha aconseguit èxits notables entre els quals destaca especialment el campionat de lliga de Divisió d'Honor Territorial Catalana, temporada 2007-2008.

## Demografia
| 1497 f | 1515 f | 1553 f | 1717 | 1787 | 1857  | 1877  | 1887  | 1900  | 1910  |
| ------ | ------ | ------ | ---- | ---- | ----- | ----- | ----- | ----- | ----- |
| 27     | 38     | 51     | 348  | 888  | 1.164 | 1.037 | 1.123 | 1.128 | 1.092 |

| 1920 | 1930 | 1940 | 1950 | 1960 | 1970 | 1981 | 1990 | 1992 | 1994 |
| ---- | ---- | ---- | ---- | ---- | ---- | ---- | ---- | ---- | ---- |
| 998  | 929  | 773  | 715  | 649  | 656  | 511  | 528  | 511  | 511  |

| 1996 | 1998 | 2000 | 2002 | 2004 | 2006 | 2008 | 2010 | 2012 | 2014 |
| ---- | ---- | ---- | ---- | ---- | ---- | ---- | ---- | ---- | ---- |
| 523  | 527  | 526  | 552  | 550  | 584  | 609  | 631  | 628  | 630  |

| 2016 | 2018 | 2020 | 2022 | 2024 | 2026 | 2028 | 2030 | 2032 | 2034 |
| ---- | ---- | ---- | ---- | ---- | ---- | ---- | ---- | ---- | ---- |
| 590  | 579  | 555  | 540  | 553  | -    | -    | -    | -    | -    |

El 1965 incorpora l'antic municipi de la Mussara.

## Fills il·lustres
- Josep Ferré Revascall (1907-2001), pintor
- Oleguer Huguet (1914-1996), poeta
- Sebastià Mariné i Bigorra (1923-1988), llatinista
- Josep Cornudella Cabré, periodista i escriptor
- Salvador Juanpere Huguet (1953-) escultor
- Pere Valentí Mora i Mariné (1947-) futbolista
- Jaume Mariné i Ferré (1929-) poeta